# Nomenclature d'activités française
La nomenclature d'activités française (NAF) est une nomenclature statistique utilisée en France qui permet la codification de l'activité principale exercée (APE) dans l'entreprise ou l'association. Le code APE (appelé aussi code NAF) est un des codes Insee.
Le code APE est apposé par l'Insee lors de l'enregistrement dans SIRENE des établissements qui lui sont transmis par les centres de formalités des entreprises (greffes des tribunaux de commerce, des chambres de métiers et de l'artisanat, URSSAF, etc.). Cette codification concerne les entreprises individuelles, les sociétés commerciales, les professions libérales et autres groupements : associations, GIE, sociétés civiles, junior-entreprises, etc. Sa mention sur le bulletin de salaire est un élément obligatoire.

## Historique
Cette nomenclature d'activités française a été instaurée par le décret n° 92-1129 du 2 octobre 1992, remplaçant ainsi, avec la classification des produits française (CPF), la précédente nomenclature d'activités et de produits (NAP), qui est restée en vigueur en France de 1973 à 1992,. Cette dernière faisait suite à la nomenclature des activités économiques (NAE), entrée en vigueur avec le décret n° 59-534 du 9 avril 1959. La première initiative de classification des activités par l'Insee, fraîchement créé, remonte à 1947, avec la nomenclature unifiée des entreprises et des établissements, dont la NAE était une mise à jour. Ainsi, à la création du répertoire SIRENE en 1973, la nomenclature d'activité employée était encore la NAE. Des décrets ultérieurs viendront changer la nomenclature de SIRENE pour suivre les évolutions de la nomenclature d'activités.
Le 1er janvier 2003, une version révisée de la NAF (NAF rév. 1) est entrée en vigueur, appelée pour cette raison « NAF 2003 » et remplacée aujourd'hui par la « NAF 2008 ». La NAF 2003 a été instaurée par le décret n° 2002-1622 du 31 décembre 2002.
À partir de janvier 2008, le code APE a vu son format élargi de quatre à cinq positions, pour sa conformité avec la nomenclature statistique des Activités économiques dans la Communauté Européenn (NACE) européenne, le code NACE correspondant aux quatre premières positions du code APE de la NAF. Il comprend 615 classes identiques à la NACE et 732 postes (« sous-classes ») au niveau le plus fin défini par cette dernière position. Cette NAF rév. 2 a été instaurée par le décret n° 2007-1888 du 26 décembre 2007.
Les codes sont actualisés régulièrement ; d'autre part, la NAF 2008 a subi une révision en 2015 pour tenir compte de la mise à jour de la CPF, en version 2.1 au 1er janvier 2015.

## Définition des activités professionnelles
En France, le code APE (pour activité principale) est un code à cinq chiffres, (quatre chiffres et une lettre) attribué par l'Insee à toute entreprise et à chacun de ses établissements lors de son inscription au répertoire SIRENE,. Ce code caractérise son activité principale par référence à la Nomenclature d'Activités Française (NAF) dans sa version 2008, le code APE est donc également appelé code NAF. Plus précisément, nous distinguons un code APEN pour une entreprise et un code APET pour une institution.
Bien que le terme "code APE" soit souvent utilisé dans le langage courant, c'est le "code NAF" qui représente la nomenclature officielle en France. Cette différence terminologique mérite d'être précisée : la nomenclature est appelée NAF, et son application à une entreprise spécifique est indiquée par le code APE.
Le code APE est une information fondamentale pour les statistiques sur les entreprises car il permet de classer les entreprises par secteur d'activité. Ainsi, la qualité des études économiques conjoncturelles et structurelles, ainsi que la qualité des dossiers mis à la disposition du public, dépendent en grande partie de l'attribution du bon code APE à chaque entreprise. Le code APE n'a de valeur juridique que pour les applications statistiques, de sorte que si des administrations, des entreprises ou des organismes privés ou publics peuvent utiliser des codes pour définir le champ d'application d'un texte normatif ou d'un contrat en fonction de leurs propres règles ou besoins, leur utilisation du code APE dans ce contexte relève de leur responsabilité; le code APE attribué par l'INSEE ne peut représenter qu'un élément d'évaluation.

## Exemples
NAF mis à jour en 2008, exemple:
- NAF 2008: 71. 12B Ingénierie[15], études techniques

est conforme à l'ancien NAF:
- NAF 2003: 74. 2C Ingénierie[16], études techniques